# 危城悍將
《危城悍將》（英語：White Elephant）是一部2022年美國動作片，講述當一名前海軍陸戰隊員被迫為黑幫做事時，必須與自己的良心和榮譽守則鬥爭。電影由傑西·V·強森執導並與艾瑞克·馬丁尼斯（Erik Martinez）合作編劇，麥可·魯克、布魯斯·威利、歐嘉·柯瑞蘭寇及約翰·馬克維奇主演。RLJE影業負責電影在美國2022年6月3日有限上映，並上線AMC+。

## 演員
- 麥可·魯克飾演蓋布瑞·坦克雷迪（Gabriel Tancredi）
- 布魯斯·威利飾演阿諾·所羅門（Arnold Solomon）
- 歐嘉·柯瑞蘭寇飾演凡妮莎（Vanessa）
- 約翰·馬克維奇飾演葛倫·福萊特（Glen Follett）
- 羅倫佐·安東努奇（英语：Sworn Enemy）飾演金姆（K.I.M）

## 製作
本片2021年4月在喬治亞州展開主要拍攝。2022年3月，布魯斯·威利因被診斷出患有失語症而退出演藝圈，使《白象》成為最後出演的幾部電影之一。導演傑西·V·強森過去曾以威利的特技演員身份與該演員合作過，他告訴《洛杉磯時報》：「他明顯不是我記憶中的布魯斯了。」威利的台詞在助手史蒂芬·J·伊茲（Stephen J. Eads）的幫助下加速拍完。幾名工作人員回憶說，威利在片場顯得很困惑；一名劇組人員說威利簡直像是具傀儡，無法理解旁人對他說的話：「這並不惱人但更像是：『我們要如何不讓布魯斯看起來很糟糕？』」製片主管泰瑞·馬丁（Terri Martin）則表示他總是盡力而為：「只是看起來很迷茫，他會說，『我會盡力做好』。」強森後來被問到是否想和威利一起拍另一部電影時，導演表示拒絕：「這種安排讓人感覺不對勁，我們都是布魯斯·威利的粉絲，但事業生涯卻以令人難以置信的悲慘結局作結，沒人會覺得舒服。以作為一支團隊而言，我們決定不再拍別的片子。」

## 發行
《危城悍將》由發行商RLJE影業定檔2022年6月3日美國有限上映，同時上線串流媒體AMC+。

## 評價
《危城悍將》發行後獲得壓倒性的負評，爛番茄根據7條評論，獲得14%新鮮度，平均得分2.4/10。

## 外部連結
- 互联网电影数据库（IMDb）上《危城悍將》的资料（英文）